# James Kabare
James Kabare (nacido en 1959) fue el jefe militar de las unidades que comandaron la caída de Mobutu Sese Seko del gobierno de Zaire. Bajo el mando del entonces líder de la resistencia Laurent-Désiré Kabila, sus fuerzas, la Alianza de Fuerzas Democráticas para la Liberación del Congo (AFDLC), actuaron de forma destacada en el conflicto conocido como Primera Guerra del Congo en el período entre 1996 y 1997. 
Kabare ha reclamado haber nacido en la provincia de Kivu del Norte, aunque es un rumor generalizado el que nació en Ruanda, país del cual es ciudadano. Nombrado comandante en jefe después de la captura de la capital de la República Democrática del Congo por Kabila en mayo de 1997, representó para muchos la resistencia en contra de un presidente que era considerado un títere de poderes extranjeros. Fue destituido de su cargo el 14 de julio de 1998, en un incidente que se transformó en la excusa para la intervención de las fuerzas de Ruanda, lo cual dio inicio a la segunda guerra del Congo.
Después de este incidente, medios periodísticos acusaron a Kabare de ser uno de los principales receptores de favores por parte del gobierno de Sudáfrica.
En septiembre de 2023, James Kabarebe fue nombrado Ministro de Estado para la Cooperación Regional.